# Naissance en 1122
Naissance
- 1118
- 1119
- 1120
- 1121
- 1122
- 1123
- 1124
- 1125
- 1126

Cette page dresse une liste de personnalités nées au cours de l'année 1122 :
- 24 février : Wanyan Liang, empereur de Chine de la dynastie Jin.

- Rapoto von Abenberg, vogt de la principauté épiscopale de Bamberg.
- Frédéric Ier Barberousse, empereur romain germanique, roi des Romains, roi d'Italie, duc de Souabe et duc d'Alsace, comte palatin de Bourgogne.
- Zhang Yudrakpa Tsöndru Drakpa, aussi appelé Gungtang Lama Zhang ou simplement Lama Zhang ou Lama Shang, est le fondateur de l'école Tshalpa Kagyu.
- Fujiwara no Kiyoko, impératrice du Japon, consort de l'empereur Sutoku.
- Isaac Ben Abba Mari, ou Isaac Ben Abba Mari de Marseille, savant talmudiste et codifieur juif provençal.

date incertaine
- (vers 1122) :
  - Renaud II de Bar, comte de Bar et un seigneur de Mousson.

- (vers 1122 ou 1124) : 
  - Aliénor d’Aquitaine, reine des Francs, puis reine consort d'Angleterre.

## Crédit d'auteurs
- Cet article est partiellement ou en totalité issu de l'article intitulé « 1122 » (voir la liste des auteurs).